# 添田隆司
添田 隆司（そえだ たかし、1993年3月15日 - ）は、東京都出身の元サッカー選手、実業家。ポジションは、ミッドフィールダー（MF）。父はジブラルタ生命保険株式会社代表取締役社長の添田毅司。

## 来歴
幼稚園年少の時に横浜バディーFCでサッカーを始める。中学はBANFF横浜ベイ、高校は横河武蔵野FCユースでプレー。筑波大学附属小学校、筑波大学附属中学校・高等学校を経て、東京大学文科二類に現役合格。東京大学経済学部経済学科に進学し、経営学や経営戦略などを学んだ。東大では東京都大学サッカーリーグ1部の東京大学運動会ア式蹴球部でプレーし、2014年には主将を務めた。当初は卒業後サッカーに区切りをつけ、三井物産に就職する予定だった。しかし、元サッカー日本代表で東大の前ヘッドコーチの林健太郎が、藤枝MYFCヘッドコーチの大石篤人と駒澤大学の先輩後輩だった縁もあり、2014年12月9日に藤枝MYFCの練習に参加。オファーへとつながり、2015年からの藤枝への加入が決まった。入団後はクラブの運営会社で契約社員として働きながら、アマチュア登録でプレーした。
2017年8月、アミティエSC京都（現:おこしやす京都AC）へ移籍。2017年12月に現役を引退した。
2018年7月、スポーツX株式会社の取締役に就任。同年9月、おこしやす京都AC株式会社の取締役に就任、同年12月、おこしやす京都AC株式会社の代表取締役社長に就任した。

## エピソード
同じく三井物産の内定を断ってプロ野球・千葉ロッテマリーンズにドラフト2位で入団した田中英祐（京都大学卒）とは交流があり、「LINE」で励まし合う間柄で田中のことを意識しているという。また、初の東大卒Jリーガーとなった久木田紳吾とも引退後に交流を深めている。

## 所属クラブ
- 横浜バディーFC (筑波大学附属小学校)
- BANFF横浜ベイ (筑波大学附属中学校)
- 横河武蔵野FCユース (筑波大学附属高校)
- 東京大学運動会ア式蹴球部
- 2015年 - 2017年8月 藤枝MYFC
- 2017年8月 - 12月 アミティエSC京都

## 個人成績
| 国内大会個人成績 | 国内大会個人成績 | 国内大会個人成績 | 国内大会個人成績 | 国内大会個人成績 | 国内大会個人成績 | 国内大会個人成績 | 国内大会個人成績 | 国内大会個人成績 | 国内大会個人成績 | 国内大会個人成績 | 国内大会個人成績 |
| 年度             | クラブ           | 背番号           | リーグ           | リーグ戦         | リーグ戦         | リーグ杯         | リーグ杯         | オープン杯       | オープン杯       | 期間通算         | 期間通算         |
| 年度             | クラブ           | 背番号           | リーグ           | 出場             | 得点             | 出場             | 得点             | 出場             | 得点             | 出場             | 得点             |
| 日本             | 日本             | 日本             | 日本             | リーグ戦         | リーグ戦         | リーグ杯         | リーグ杯         | 天皇杯           | 天皇杯           | 期間通算         | 期間通算         |
| ---------------- | ---------------- | ---------------- | ---------------- | ---------------- | ---------------- | ---------------- | ---------------- | ---------------- | ---------------- | ---------------- | ---------------- |
| 2015             | 藤枝             | 25               | J3               | 8                | 0                | -                | -                | 0                | 0                | 8                | 0                |
| 2016             | 藤枝             | 25               | J3               | 0                | 0                | -                | -                | -                | -                | 0                | 0                |
| 2017             | 藤枝             | 25               | J3               | 2                | 0                | -                | -                | -                | -                | 2                | 0                |
| 2017             | A京都            | 25               | 関西1部          |                  |                  | -                | -                | -                | -                |                  |                  |
| 通算             | 日本             | 日本             | J3               | 10               | 0                | -                | -                | 0                | 0                | 10               | 0                |
| 通算             | 日本             | 日本             | 関西1部          |                  |                  | -                | -                |                  |                  |                  |                  |
| 総通算           | 総通算           | 総通算           | 総通算           | 10               | 0                | 0                | 0                | 0                | 0                | 10               | 0                |

- Jリーグ初出場 - 2015年4月19日 J3 第6節 vsJリーグ・アンダー22選抜 (藤枝総合運動公園サッカー場)